# Bidogno
Bidogno  är en ort i kommunen Capriasca i kantonen Ticino, Schweiz. 
Bidogno var tidigare en självständig kommun, men 2008 inkorporerades Bidogno och två andra kommuner in i kommunen Capriasca.